# Cannon Ball
Cannon Ball è un census-designated place (CDP) degli Stati Uniti d'America della contea di Sioux nello Stato del Dakota del Nord. La popolazione era di 875 abitanti al censimento del 2010. Si trova nella riserva indiana di Standing Rock, alla confluenza del fiume Cannonball e del lago Oahe del fiume Missouri.

## Geografia fisica
Secondo lo United States Census Bureau, la città ha una superficie totale di 250,37 km², dei quali 228,61 km² di territorio e 21,76 km² di acque interne (8,69% del totale).

## Società

### Evoluzione demografica
Secondo il censimento del 2010, la popolazione era di 875 abitanti.

### Etnie e minoranze straniere
Secondo il censimento del 2010, la composizione etnica del CDP era formata dal 4,8% di bianchi, lo 0,11% di afroamericani, il 92,91% di nativi americani, lo 0% di asiatici, lo 0% di oceanici, lo 0% di altre razze, e il 2,17% di due o più etnie. Ispanici o latinos di qualunque razza erano l'1,37% della popolazione.